# Diözese von Widin

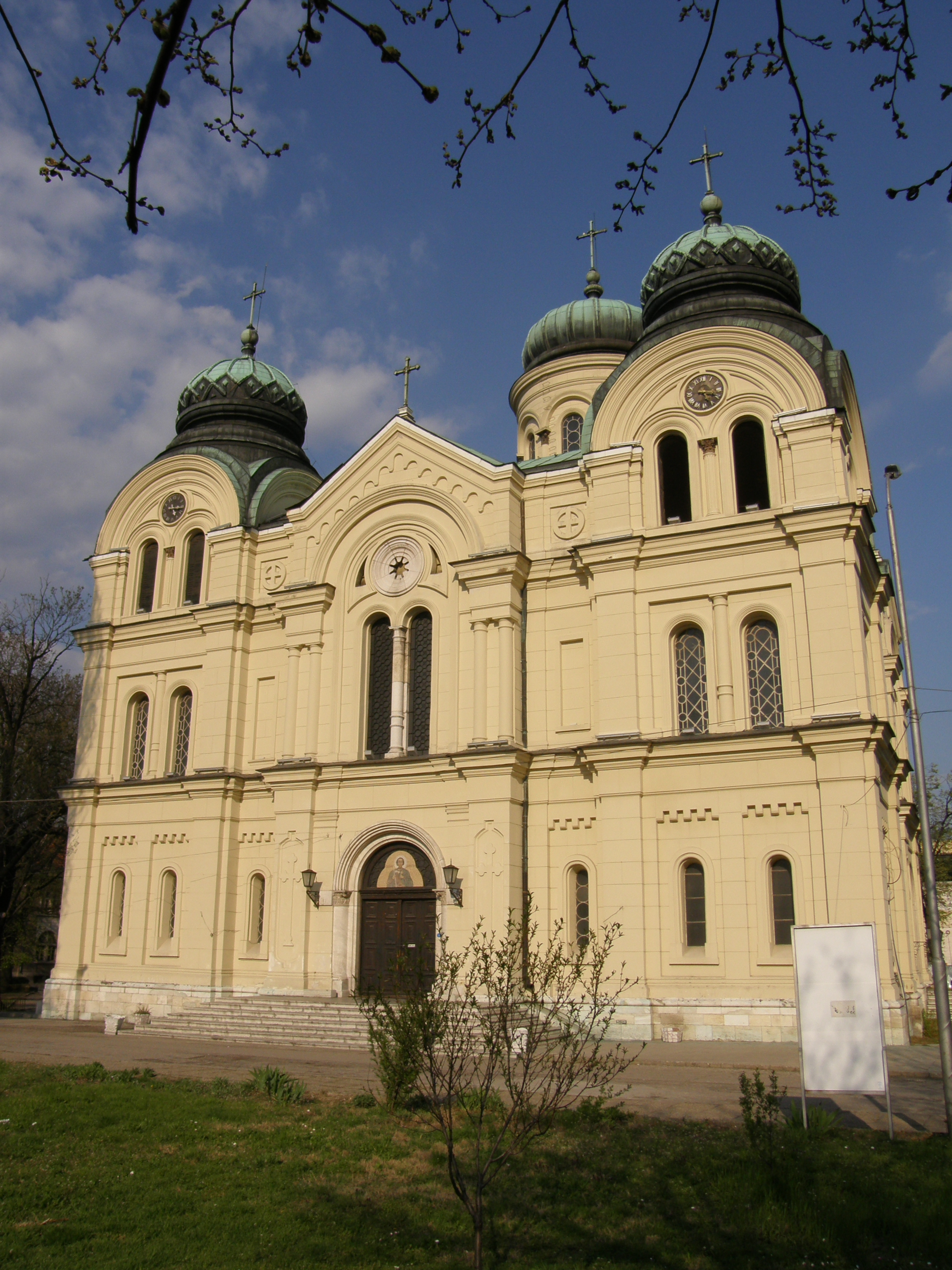
Die Sweti Dimitar-Kathedrale in Widin

Die Bulgarisch-Orthodoxe Diözese von Widin (bulgarisch Видинска епархия) ist eine Eparchie (Diözese) der Bulgarisch-Orthodoxen Kirche. Die Diözese von Widin teilt sich heute in fünf Okolii: Widin, Low, Berkowiza, Kula und Belogradtschik. Zentrum der Diözese ist die Donaustadt Widin. In der Diözese existieren etwa 60 Gotteshäuser und zehn Klöster.

## Leitende Geistliche
- Metropolit Germanos IV. (1826–1830), wurde später Patriarch von Konstantinopel
- Metropolit Anthim I. (1868–1872)
- Metropolit Kiril von Plowdiw (1889–1914)
- Metropolit Neofit von Widin  (1914–1971)
- Metropolit Filaret von Widin (1971–1987)
- Metropolit Dometian von Widin (1987–2017)
- Metropolit Daniil (2018–2024), wurde anschließend Patriarch der Bulgarisch-Orthodoxen Kirche

## Wichtige Kirchenbauten
- Kathedrale Hl. Großmärtyrer Dimitrij – Widin
- Kloster Klisura
- Kloster Tschiprowzi
- Das Mausoleum von Anthim I.